# Himno del Estado de Nuevo León
El Himno del Estado de Nuevo León es el himno oficial del Estado de Nuevo León, en México. Fue compuesto por el maestro profesor Abiel Mascareñas y musicalizado por el maestro Patricio Gómez Junco quien en 1986 participara de la convocatoria de musicalización del Himno de Nuevo León, lanzada por el Poder Ejecutivo del Estado, a través de la Subsecretaría de Cultura de la Secretaría de Educación y Cultura, a componer lo que sería el Himno Oficial de Nuevo León, mismo que resultara ganador.
El Himno de Nuevo León no debe confundirse con el Canto a Nuevo León.

## Letra
CORO
Nuevo León que te yergues airoso
en el mapa de nuestra nación,
¡Noble cuna y fanal luminoso,
dulce hogar sin igual, Nuevo León!
ESTROFA I
Cuan preciosa es la tierra bendita,
del trabajo fecundo, creador,
donde noble en el pecho palpita,
el amor, el orgullo, el valor...
patria mía de pródigos dones,
que transforma el constante tesón,
de tus hijos, que emprenden acciones,
para honrar su solar: ¡Nuevo León!

ESTROFA II
Que nobleza hay en cada habitante,
de este amado jirón nacional:
campesino, empresario, estudiante,
ganadero, empleado, industrial.
Hay donaire en tus bellas mujeres,
que irradiando feliz bienestar,
dignifican con tiernos quereres,
el sagrado rincón del hogar.

ESTROFA III
El progreso que alienta tu vida,
se renueva en el diario trajín,
y revela la fuerza escondida,
de tu pueblo ingenios sin fin.
Que tu fuerza constante, bendita,
sea ejemplo de nuestra nación,
y te cubras de gloria infinita,
¡Mi terruño, mi hogar, Nuevo León!

¡Nuevo León!
¡Nuevo León!
¡Nuevo León!